# 달콤한 밤 (텔레비전 프로그램)
《달콤한 밤》은 2010년 1월 10일부터 2010년 5월 9일까지 KBS 2TV에서 방송된 텔레비전 프로그램인데 신동엽, 신봉선의 샴페인의 인기코너였던 '이상형 월드컵'을 재구성하여 시청자 참여형으로 거듭났지만 신동엽, 신봉선의 샴페인과 유사한 포맷으로 식상함을 안겨줬다는 지적을 사 13회 만에 프로그램이 막을 내려야 했다.

## 결방
- 2010년 2월 14일 - 10시 25분부터 설 특선영화 《과속스캔들》 편성[3]
- 2010년 3월 14일 - 파일럿 <해피버스데이> 편성[4]
- 2010년 4월 4일 - 외화 시리즈 《콜드 케이스》 12~13회 연속 편성
- 2010년 4월 18일 - 《콜드 케이스》 15~16회 연속 편성

## 시청률
- AGB 닐슨 미디어리서치

| 회차 | 방송 일자       | 전국 시청률 |
| ---- | --------------- | ----------- |
| 1회  | 2010년 1월 10일 | 11.1%       |
| 2회  | 2010년 1월 17일 | 12.5%       |
| 3회  | 2010년 1월 24일 | 9.4%        |
| 4회  | 2010년 1월 31일 | 12.7%       |
| 5회  | 2010년 2월 7일  | 9.2%        |
| 6회  | 2010년 2월 21일 | 10.1%       |
| 7회  | 2010년 2월 28일 | 11.6%       |
| 8회  | 2010년 3월 7일  | 8.8%        |
| 9회  | 2010년 3월 21일 | 7.9%        |
| 10회 | 2010년 3월 28일 | 7.5%        |
| 11회 | 2010년 4월 11일 | 6.8%        |
| 12회 | 2010년 5월 2일  | 5.8%        |
| 13회 | 2010년 5월 9일  | 6.8%        |